# فرودگاه کویمبرا
فرودگاه کویمبرا (پرتغالی: Aeródromo Municipal Bissaya Barreto) یک فرودگاه در شهر کویمبرا در کشور پرتغال است.
این فرودگاه که در ارتفاع ۱۷۴ متری نسبت به سطح دریا قرار دارد دارای یک باند آسفالت به طول ۹۲۳ متر می‌باشد.